# Ma Zaijie
Ma Zaijie is een Chinese langeafstandsloopster die sinds 1998 wereldrecordhoudster is op de ekiden.
Op 28 februari 1998 maakte ze deel uit van de Chinese ploeg bestaande uit Jiang Bo, Dong Yanmei, Zhao Fengting, Zaijie, Lan Lixin, Lin Na die het wereldrecord op de ekiden verbeterde naar 2:11.41. Ma Zaijie liep haar 10 km in 31.01. Op 24 november 2003 liep de Ethiopische ploeg 19 seconden sneller, maar dit wereldrecord is niet erkend.